# カナリア諸島の旗

カナリア諸島の旗（市民用陸上旗）

カナリア諸島の旗（スペイン領カナリア諸島自治州の州旗）は、垂直三色旗であり、左から白色、青色、黄色が同じ幅で配置されている。この旗の中央にはカナリア諸島自治州の紋章（青色の盾の中に灰色の七つの火山島が描かれ、カナリア諸島の語源でもあるイヌが盾を両側から支えている）があしらわれているが、市民用の旗においてはこの紋章は省かれている。1982年8月16日に制定されたカナリア自治州自治法（基本法 10/82）の条文の中に自治州の州旗についての規定があり、このときはじめて公式にカナリア諸島の旗となった。
この三色旗は1960年代のカナリア諸島独立運動（Canarias Libre）に起源をもつ。白・青・黄色の垂直三色旗はカルメン・サルミエント（Carmen Sarmiento）とその息子アルトゥーロ・サルミエント（Arturo）、ヘスス・カンテロ・サルミエント（Jesus Cantero）によりデザインされ、1961年9月8日に初めて掲げられた。この時の旗は布の旗でなく、紙製だった。この三色は、サンタ・クルス・デ・テネリフェ県を象徴する青色と白色に、ラス・パルマス県を象徴する青色と黄色を組み合わせたものであるが、これ以前の1950年代、ベネズエラのカナリア諸島出身者の間で起こったカナリア独立運動でも同じく白・青・黄色を使ったソールタイアの旗が提案されていた。
1964年に設立された独立運動・テロ組織「カナリア諸島の自治と独立のための運動」（Movimiento por la Autodeterminación e Independencia del Archipiélago Canario）も白・青・黄色の垂直三色旗に、七つの緑色の星をあしらった旗をシンボルとした。彼らは緑色の星を見やすくするために、中央の青色を空色に変えている。